# Лондонски симфоничен оркестър
Лондонският симфоничен оркестър (на английски: London Symphony Orchestra) е сред най-големите оркестри в Обединеното кралство. Помещава се в Барбиканския център в Лондон от 1982 г.
Създаден е през 1904 г. като независима организация, първата по рода си в Обединеното кралство. Първия концерт изнася на 9 юни същата година, под диригентството на Ханс Рихтер, заменен от Едуард Елгър през 1911 г.
С концерта си в Париж през 1906 г. става първия британски оркестър, гостувал на страна извън острова. През 1912 г. получава покана да свири в Ню Йорк, като се предвижда членовете му да пътуват със злополучния курс на парахода „Титаник“, но малко преди отпътуването отменят запазените билети. Изнася концерта си в Ню Йорк през 1912 г. Поканен е да свири на Залцбургския фестивал (1973), след което прави турне по света.
Лондонският симфоничен оркестър участва в записите на много музика за филми като „Междузвездни войни“, „Хари Потър и стаята на тайните“ и др. Участва и в записите на много музикални албуми като „Sgt. Pepper's Lonely Hearts Club Band“ на „Бийтълс“. 
Други оркестри в града:
- Лондонски филхармоничен оркестър
- Английски камерен оркестър
- Симфоничен оркестър на BBC
- Кралска филхармония